# 花木兰传奇
《花木兰传奇》，中国中央电视台于2013年播出的一部古代传奇题材电视剧，以北朝民歌《木兰辞》为基础，讲述了民族英雄花木兰女扮男装，替父从军的传奇故事。2011年3月28日在无锡影视基地正式开机，11月杀青。2013年7月18日起在央视一套黄金档播出，该剧投资达六千万元人民币，剧本历经七年完成，其中马戏特技镜头五百多组。
本剧与之前所有演绎花木兰的影视作品相同，重点演绎了“木兰从军”的故事。但与众不同的是，在《木兰辞》的基础上，扩充了“唧唧复唧唧，木兰当户织”的故事，加重了从军前木兰“织女”身份刻画的笔墨（约有20集的戏份），展现了花木兰两种风格迥异的人物造型。

## 播放平台
| 頻道     | 所在地 | 播映日期      | 播出時間              |
| -------- | ------ | ------------- | --------------------- |
| 央视一套 | 中国   | 2013年7月9日  |                       |
| PBS      | 泰國   | 2015年6月27日 | 週六-週日 20:15-21:10 |

## 演员表

### 五鳳谷繡莊
| 演員   | 角色   | 暱稱/關係 |
| 侯夢瑤 | 花木蘭 | 花兒錦繡女，因上交繡樣中，有違禁花樣辛夷花，差點被處死。因中毒的後遺症造成手抖，無法刺繡。被驅狼毒煙燻瞎，又無法刺繡了。後來復明，更添加夜視功能，成了一個巾幗英雄。 |
| 艾东   | 谢弃尘 | 魏国大将军，在五凤谷督造和亲图。 |
| 郭品超 | 莫将   | 柔然王子，化名莫将以高车商人名义在五凤谷调查辛夷花与阻止和亲图完成，但后来被感化改变立场全力维护和亲图织造。向木蘭坦誠黃鐵礦的事，但沒有做的事也不會認下來。         |
| 姚安濂 | 花弧   | 在花兒錦中負責染絲工作，花木蘭父親。因黃鐵礦被偷，無法染黃絲，改用風雷石染絲而中毒，木蘭幫他也中毒。                                                                 |
| 楊麗菁 | 賈紜   | 花兒錦繡女，花木蘭母親。因絲娘的死而被懷疑，所以坐牢。因木蘭發現飛針，使絲娘死因被發現，解除賈紜的嫌疑。與絲娘相同的死法，突然死去。                                 |
| 戴春榮 | 絲娘   | 錦繡山莊繡娘，再與賈紜討論和親圖如何完成時，突然死亡。 |
| 王鷗   | 茯苓   | 錦繡山莊繡女，絲娘女兒。因木蘭的謙讓，使其得到「天下第一繡女」稱號，黃金百兩，並加封「西海公主」送往柔然合親。                                                       |
| 劉德凱 | 八倍蠶 | 洛神莊園老大，當年因手抖，而練成飛針絕技，傳授給花木蘭。 |
| 祁映諾 | 春綢   | 洛神莊園繡女，與羅醫生交好，是其將木蘭繡樣掉包，並偷學飛針絕技，是殺死絲娘與賈紜的真兇。                                                                             |
| 韓悅   | 紫蘇   | 浣花院繡女，太后壽誕去京城織壽禮，其實是在家裡與父母和木蘭一起繡出第二幅合親圖。                                                                                     |

### 五鳳谷其他住民
| 演員   | 角色   | 暱稱/關係 |
| 鄭佩佩 | 瞎婆婆 | 柱子奶奶，教暫時瞎了木蘭生活方式，及給予安慰。 |
| 彭博   | 柱子   | 瞎婆婆孫子 |
| 常鋮   | 羅昭   | 天星堂大夫，給五鳳谷的百姓治病。指使春綢嫁禍給錦繡山莊，卻嫁禍給木蘭，還殺害絲娘與賈紜。為保護小三子的真實身份，頂了小三子清河王身份，使將軍誤會，以為他就是清河王。 |
| 徐玉琨 | 陳縣令 | 五鳳谷縣令 |

### 柔然可汗王庭
| 演員   | 角色     | 暱稱/關係 |
| 包德磐 | 大檀可汗 | 柔然大王一直被金蠶子隱瞞真相，在多倫誘導下，慢慢了解所有事件的真相，但卻被金蠶子毒死。 |
| 王鷗   | 茯苓     | 以西海公主身份被送柔然和親，嫁與多倫二王子，但卻嫁給柔然大汗，在大汗死後成為太妃。被木蘭帶回魏國。                                                                                                 |
| 何建澤 | 吳提     | 大殿下主戰，增兵支援多倫，卻在中途停駐不前。接替多倫擔任大將軍，卻在武川會戰中被花木蘭射了一箭受傷而回，但金蠶子要手下殺死大王子。                                                                 |
| 郭品超 | 多倫     | 二殿下被木蘭影響主和。為控制軍隊不亂來，接受大將軍職務，第一戰渡河戰役戰敗，第二戰攻下盛樂城，卻因木蘭沒守住。                                                                                     |
|        | 納提     | 三殿下被金蠶子扶植的偽王。 |
| 呂良偉 | 金蠶子   | 柔然丞相與太妃、清河郡王的秘密，也主戰。武川會戰前要大王子把重兵放在雲中，武川會戰失敗，怕可汗處罰，所以殺了大王子。與小三子聯手陷害多倫王子，嫁禍給二王子，當上攝政王。在最後的大戰中，自刎而亡。 |
| 朱子岩 | 赫紅     | 金蠶子女兒，愛慕多倫。從可汗王庭跑出，遇過大王子軍隊，最後，到盛樂城找到多倫。 |
| 許新宇 | 鐸蘇風   | 多倫手下，被放逐去養馬，被多倫喚回。在救多倫時，被金蠶子殺死。 |
| 李小龍 | 大那     | 金蠶子手下，下毒殺死大王子，最後死在也術之手。 |
| 孫曉飛 | 也術     | 金蠶子手下，也被殺死。 |
| 林玉佳 | 慕云     | 茯苓婢女，向茯苓學刺繡。 |
| 龔璠   | 頓珠     | 赫紅婢女，幫赫紅逃離大王子。 |

### 魏國皇室
| 演員   | 角色   | 暱稱/關係                                                                          |
| 郭軍   | 拓跋燾 | 北魏皇帝，在武川會戰中，被吳緹伏擊於雲中，幸好花木蘭救駕成功，只受了一點輕傷。     |
| 王信然 | 拓跋紹 | 北魏废太子，化名小三子潜伏在五凤谷，后化名魏陀在军营当军医，最终被花木兰用飞针杀死 |

### 魏國士兵
| 演員   | 角色   | 暱稱/關係 |
| 侯夢瑤 | 花木蘭 | 普通士兵→尉遲幢幢主→魏國將軍 在渡河戰役、攻打盛樂、武川會戰中展現才華，又去柔然刺殺小三子，戰爭結束，拒絕高官，回歸五鳳谷。                                                        |
| 艾東   | 謝棄塵 | 威遠將軍魏國大將在渡河戰役中，聽從木蘭建議，稍微更改作戰方案，大勝柔然；在攻打盛樂城時，用木蘭之計，攻下盛樂；武川會戰時，因木蘭發覺有異，前去救援皇上；最後，死在真正清河王之手。 |
| 彭博   | 柱子   | 鐵血隊成員，在一次偷襲中被俘，遇到多倫放他一命，告訴多倫木蘭在尉遲幢，而多倫要柱子轉交弩箭。                                                                                       |
| 蘇茂   | 尉遲恭 | 尉遲幢幢主，在渡河戰役中，身中亂箭而亡。 |
| 車縉   | 書生   | 鐵血隊成員在刺殺小三子成功，於逃跑時被金蠶子手下殺死。 |
| 李勇   | 鐵匠   | 鐵血隊成員在刺殺小三子成功，於逃跑時被金蠶子手下殺死。 |

## 音乐原声
|        | 曲名       | 演唱 | 作词   | 作曲   | 编曲   |
| 主题曲 | 《和亲图》 | 王莉 | 张农科 | 孟庆云 | 孟庆云 |
| 插曲   | 《问月》   | 王莉 | 张农科 | 孟庆云 | 孟庆云 |
| 片尾曲 | 《女儿香》 | 王莉 | 张农科 | 孟庆云 | 孟庆云 |

## 评价
- 本剧在央视一套播出伊始因花木兰的造型被网友吐槽，但随着剧情进入到木兰从军以后，收视和口碑都一路上扬，网友称赞饰演花木兰的新人侯梦瑶“很耐看”，“替父从军后完全显现出了另外一面”。[4]
- 《光明日报》文章肯定了《花木兰传奇》中展现的“现代意识”，称其传达了保家卫国的情怀。[5]
- 获得第八届中国（浙江）电视观众节观众最喜爱的十大电视剧（2013年11月7日）。

## 收视率
| 中国 中央电视台综合频道 首播收视率 （CSM33城市） |               |        |          |      |        |
| 集數                                             | 播出日期      | 收视率 | 收视份额 | 排名 | 備註   |
| 01-02                                            | 2013年7月18日 | 1.334  | 3.576    | 2    | [ 6 ]  |
| 03-04                                            | 2013年7月19日 | 1.315  | 3.566    | 1    | [ 7 ]  |
| 05-06                                            | 2013年7月21日 | 1.032  | 2.682    | 3    | [ 8 ]  |
| 07-08                                            | 2013年7月22日 | 1.196  | 3.153    | 2    | [ 9 ]  |
| 09-10                                            | 2013年7月23日 | 1.212  | 3.264    | 2    | [ 10 ] |
| 11-12                                            | 2013年7月24日 | 1.211  | 3.207    | 2    | [ 11 ] |
| 13-14                                            | 2013年7月25日 | 1.267  | 3.336    | 2    | [ 12 ] |
| 15-16                                            | 2013年7月26日 | 1.201  | 3.235    | 2    | [ 13 ] |
| 17-18                                            | 2013年7月28日 | 1.300  | 3.373    | 2    | [ 14 ] |
| 19-20                                            | 2013年7月29日 | 1.216  | 3.239    | 2    | [ 15 ] |
| 21-22                                            | 2013年7月30日 | 1.339  | 3.623    | 2    | [ 16 ] |
| 23-24                                            | 2013年7月31日 | 1.432  | 3.806    | 2    | [ 17 ] |
| 25-26                                            | 2013年8月1日  | 1.583  | 4.276    | 2    | [ 18 ] |
| 27-28                                            | 2013年8月2日  | 1.500  | 4.049    | 1    | [ 19 ] |
| 29-30                                            | 2013年8月4日  | 1.493  | 3.907    | 2    | [ 19 ] |
| 31-32                                            | 2013年8月5日  | 1.557  | 4.174    | 2    | [ 20 ] |
| 33-34                                            | 2013年8月6日  | 1.665  | 4.467    | 2    | [ 21 ] |
| 35-36                                            | 2013年8月7日  | 1.699  | 4.457    | 2    | [ 22 ] |
| 37-38                                            | 2013年8月8日  | 1.826  | 4.928    | 1    | [ 23 ] |
| 39-40                                            | 2013年8月9日  | 1.757  | 4.750    | 1    | [ 24 ] |
| 41-42                                            | 2013年8月11日 | 1.786  | 4.694    | 1    | [ 24 ] |
| 43-44                                            | 2013年8月12日 | 1.918  | 5.126    | 1    | [ 25 ] |
| 45-46                                            | 2013年8月13日 | 1.983  | 5.321    | 1    |        |
| 47-48                                            | 2013年8月14日 | 2.245  | 5.902    | 1    |        |

1. 数据来源：CSM33城市组

## 节目变迁
| 央视一套 黄金剧场 周日至周五 20:00-22:00 两集^ | 央视一套 黄金剧场 周日至周五 20:00-22:00 两集^ | 央视一套 黄金剧场 周日至周五 20:00-22:00 两集^ |
| ---------------------------------------------- | ---------------------------------------------- | ---------------------------------------------- |
|                                                | 花木兰传奇 （2013.7.18 - 2013.8.14）           |                                                |
| 寻路 （2013.6.18 - 2013.7.17）                 | 推拿 （2013.8.15 - 2013.9.4）                  |                                                |
| 央视十一套 每天11:16-13:50 三集                |                                                |                                                |
| 欢天喜地七仙女 （2014.3.4 - 2014.3.16）        | 花木兰传奇 （2014.3.17 - 2014.4.1）            | 康熙王朝 （2014.4.2 - 2014.4.17）              |